# Combat d'Arzobispo
Guerre d'indépendance espagnole
Batailles
- Uclès
- Yevenes
- Ciudad Real (es)
- Miajadas
- Medellín
- Alcantara
- Talavera
- Arzobispo
- Almonacid
- Baños
- Tamames
- Hostalrich
- Ocaña
- Alba de Tormes
- Cadix
- Valverde

Le combat d'Arzobispo se déroula le 8 août 1809 au Puente del Arzobispo, en Espagne, dans le cadre de la guerre d'indépendance espagnole. Il opposa deux corps de l'armée impériale française sous les ordres du maréchal Jean-de-Dieu Soult à un contingent espagnol dirigé par José María de la Cueva, duc d’Alburquerque. Les troupes françaises, après avoir franchi le Tage, défirent leurs adversaires qui se retirèrent après avoir subi des pertes importantes, parmi lesquelles 16 pièces d'artillerie. 
La bataille de Talavera, en juillet 1809, avait vu la victoire des forces anglo-espagnoles commandées par les généraux Arthur Wellesley et Gregorio García de la Cuesta sur l'armée française du roi Joseph Bonaparte. Wellesley — le futur Wellington — était toutefois dans l'incapacité d'exploiter sa victoire en raison de problèmes logistiques. Quelques jours plus tard, il apprit en outre que les troupes françaises du maréchal Soult s'avançaient pour tenter de couper sa ligne de retraite vers le Portugal. 
En conséquence, les Britanniques et les Espagnols se replièrent vers l'ouest, échappant de justesse aux forces de Soult. Alburquerque fut laissé en arrière avec 3 000 cavaliers et 5 000 fantassins afin de garder le passage du pont d'Arzobispo. La position occupée par les Espagnols était très forte et ces derniers se croyaient à tort en sécurité. Pendant ce temps, des officiers français découvrirent un gué situé à faible distance du pont. Profitant de l'effet de surprise et de ce que les Espagnols faisaient la sieste, la cavalerie française traversa le fleuve, suivie par l'infanterie du Ve corps du maréchal Mortier. Avant même qu'Alburquerque n'ait pu faire quoi que ce soit, ses cavaliers furent mis en déroute et l'un de ses bataillons d'infanterie anéanti. Au cours de la poursuite, la cavalerie de Soult s'empara non seulement des 16 canons espagnols, mais également d'au moins 14 des 17 canons français perdus à Talavera.

## Contexte

### Offensive française
En dépit du succès remporté par les Anglo-Espagnols sur l'armée française du roi Joseph Bonaparte à la bataille de Talavera, les 27 et 28 juillet 1809, les pertes avaient été très lourdes pour les deux camps. Les Britanniques avaient ainsi laissé sur le terrain 5 365 soldats (dont 3 915 blessés) tandis que les Espagnols du général Gregorio García de la Cuesta ne déploraient que 4 à 500 tués ou blessés. Le bilan était encore plus sévère pour les Français avec 7 268 hommes hors de combat. Au matin du 29 juillet, la brigade d'infanterie légère du général Robert Craufurd et une batterie de la Royal Horse Artillery arrivèrent au campement britannique à l'issue d'une marche forcée particulièrement soutenue. Toutefois, même avec ce renfort, l'armée de Wellesley était dans l'incapacité d'exploiter sa victoire. Les rations des soldats avaient été amputées des deux tiers en raison de la défaillance du système d'approvisionnement alors que le service de santé, à qui avaient été confiés les milliers de blessés de la bataille de Talavera, était débordé. En l'absence de wagons et de charriots en nombre suffisant, Wellesley n'était pas non plus en mesure de faire venir des approvisionnements depuis sa base arrière de Plasencia ni d'évacuer ses blessés. Dans le même temps, le commandant en chef britannique apprit qu'un contingent français était en approche depuis le nord ; Wellesley n'évaluait cependant sa force qu'à 15 000 soldats et ne s'inquiéta donc pas outre mesure. Ce faisant, il sous-estimait grandement le danger qui pesait sur ses troupes.

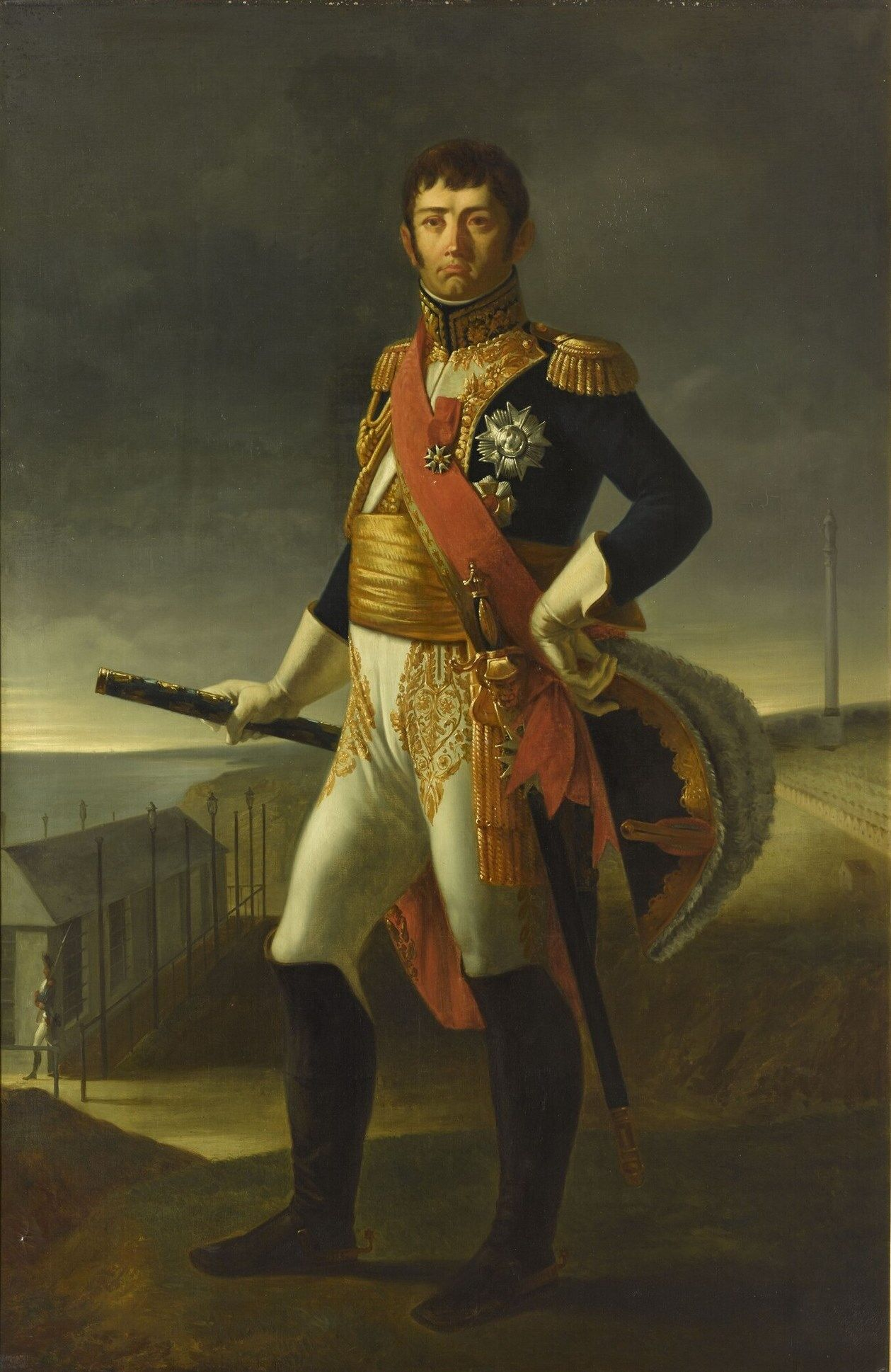
Le maréchal Jean-de-Dieu Soult.

Le 12 juin 1809, l'empereur Napoléon Ier avait en effet ordonné au maréchal Jean-de-Dieu Soult de prendre la tête des 2e, 5e et 6e corps et de faire mouvement contre l'armée britannique. Le rassemblement de toutes ces unités prit un certain temps mais, dès le 27 juillet, le 5e corps du maréchal Édouard Mortier, fort de 16 916 hommes et de 1 853 dragons quitta Salamanque pour se diriger vers le sud. Le 29 de ce mois, le 2e corps, commandé par Soult en personne, reçut un convoi d'artillerie destiné à remplacer les canons perdus lors de l'infructueuse campagne du Portugal de 1809. Ainsi équipés, les 18 740 hommes du 2e corps prirent la route du sud le 30 juillet, suivis le lendemain par le 6e corps du maréchal Michel Ney, dont l'effectif pour cette manœuvre se montait à 12 500 soldats (une brigade de 3 200 hommes ayant été laissée en arrière). Napoléon avait donné instruction à Soult de ne pas disperser les différents corps durant leur marche afin de ne pas être battu en détail par l'adversaire. Pendant toute la durée de l'opération, la défense du León devait être assurée par quelque 10 000 soldats français aux ordres du général François Étienne Kellermann.
Avant Talavera, mission avait été confiée à l'armée espagnole de la Manche, dirigée par le général Francisco Javier Venegas, d'empêcher le 4e corps français du général Horace Sébastiani de se joindre au gros de l'armée de Joseph, ce en quoi Venegas avait complètement échoué. Une occasion de se racheter se présenta cependant bientôt à lui puisque, du fait du repli de Sébastiani, la route de Madrid était presque sans défense. Alors que sa propre armée était trop affaiblie pour tenter quoi que ce fût, Wellesley espérait que la menace constituée par l'offensive de Venegas serait suffisante pour inciter les Français à battre en retraite. L'armée de la Manche poussa donc jusqu'à Tolède et Aranjuez le 29 juillet mais demeura ensuite inexplicablement passive jusqu'au 5 août. De son côté, Joseph détacha le 1er corps du maréchal Claude-Victor Perrin (18 000 hommes) pour surveiller les agissements de Wellesley et de Cuesta tandis que lui-même prenait position à Illescas afin d'être en mesure de contrer tant Venegas que Wellesley si nécessaire.
Ayant appris que 10 000 soldats portugais sous le général britannique Robert Wilson avaient contourné son flanc nord à Escalona, Victor recula en direction de Madrid. En réalité, Wilson n'avait que 4 000 militaires portugais et espagnols à sa disposition et fut bientôt obligé d'évacuer sa position, jugée trop isolée. Le 1er août, Wellesley fut informé que le petit corps espagnol du marquis Del Reino, qui barrait l'accès du Puerto de Baños, un défilé montagneux situé plus au nord, était en fâcheuse posture contre les Français. Le général en chef britannique était certes toujours convaincu de la faiblesse des effectifs ennemis mais ne pouvait ignorer la perspective d'être coupé de sa ligne d'approvisionnement avec le Portugal. Il ignorait encore que Plasencia était tombé le même jour aux mains des Impériaux. Dans la foulée, Cuesta ordonna à la 5e division du major général L. A. Bassecourt (5 000 hommes) de se rendre sur place afin d'évaluer la situation. Après une discussion houleuse avec Cuesta, Wellesley accepta de se mettre en marche vers l'ouest tandis que son homologue espagnol était chargé de protéger Talavera d'une éventuelle attaque de Victor. Le 3 août, Wellesley ébranla 18 000 hommes à destination d'Oropesa. S'il pensait encore que lui et Bassecourt n'auraient affaire qu'à moins de 15 000 Français qu'il était bien décidé à tenir à distance de ses lignes de communication, le commandant britannique était, sans le savoir, sur le point de se livrer en pâture aux 50 000 soldats de l'armée de Soult.

### Retraite de l'armée anglo-espagnole

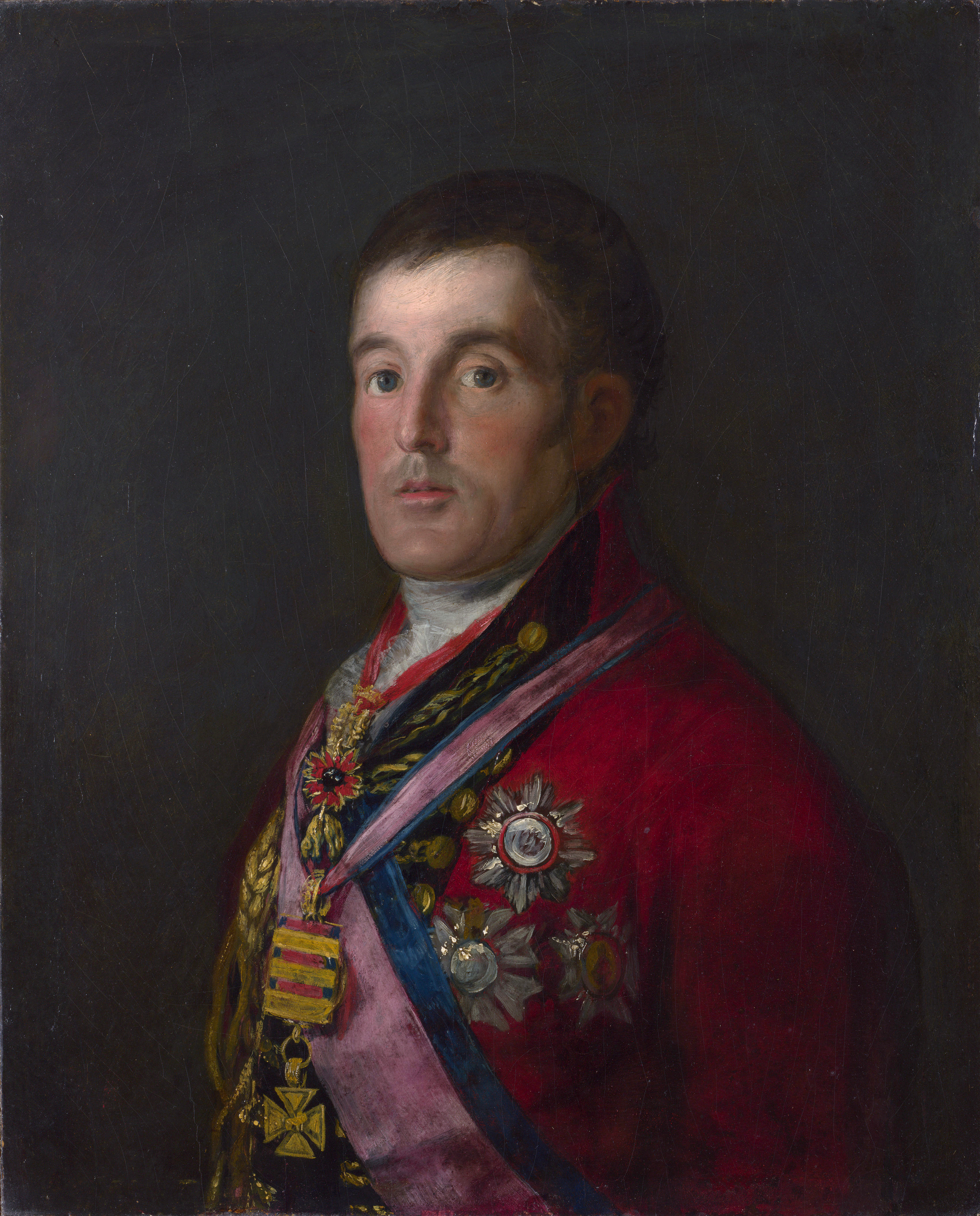
Le général Arthur Wellesley, commandant en chef l'armée britannique.

À ce stade, les cavaleries de Mortier et de Wellesley étaient déjà entrées en contact près de Navalmoral, à seulement une cinquantaine de kilomètres à l'ouest d'Oropesa. Le 3 août, les cavaliers français s'emparèrent d'un courrier espagnol porteur d'une lettre de Wellesley au général William Erskine, en poste à Lisbonne, dans laquelle le commandant en chef britannique évaluait les forces de Soult à seulement 12 000 hommes. Cela permit à Soult de réaliser que Wellesley se dirigeait droit sur lui. Heureusement pour les Alliés, une estafette française tomba à son tour aux mains de la guérilla espagnole non loin d'Ávila et sa dépêche, saisie, fut transmise à Cuesta dans la journée du 3. Dans ce message, Soult informait le roi Joseph qu'il était en marche depuis le nord avec 30 000 soldats. Ces informations capitales furent immédiatement communiquées par Cuesta à son allié britannique.
Averti de l'imminence du danger, Wellesley ordonna aussitôt à son armée de repasser le Tage à hauteur du village de Puente del Arzobispo. Cuesta amorça de même un mouvement de repli, abandonnant Talavera ― et les hôpitaux britanniques implantés dans cette localité ― pour Oropesa. Les véhicules de transport utilisables ne dépassaient pas la quarantaine et 1 500 blessés graves furent laissés sur place ; les autres reçurent pour consigne de s'enfuir par leurs propres moyens, si cela leur était possible. Deux mille d'entre eux parvinrent, tant bien que mal, à rejoindre les lignes britanniques tandis que 500 autres moururent en cours de route ou furent faits prisonniers par les Français, qui traitèrent généreusement les captifs. L'une des options de Cuesta était de franchir le Tage pour mettre son armée à l'abri sur la rive sud du fleuve, mais les routes dans ce secteur cheminaient par la Sierra de Guadalupe et étaient dans un état de délabrement si avancé que les troupes espagnoles n'auraient d'autre choix que d'abandonner leur artillerie et leurs bagages. En conséquence, Cuesta prit la décision de poursuivre sa retraite sur la rive nord, avec le risque d'être attaqué à tout moment par les Français.

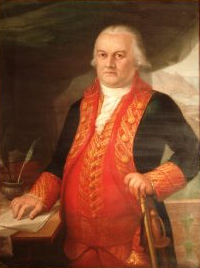
Le général Gregorio García de la Cuesta, commandant l'armée espagnole.

Dans la soirée du 4 août, l'armée de Wellesley avait terminé de franchir le pont d'Arzobispo et était à présent en sécurité sur la rive sud du Tage. Cuesta, à l'inverse, interrompit sa retraite et insista pour se maintenir sur la rive nord. Lorsque l'avant-garde de Mortier fit son apparition, le général espagnol se jeta sur elle et la repoussa. Croyant avoir affaire aux forces combinées de Cuesta et de Wellesley, Mortier devint prudent et sollicita l'appui de Soult. Durant toute la journée du 5, Mortier se contenta ainsi d'observer les troupes de Cuesta que leur général avait pourtant maladroitement déployées dos au fleuve. Le 6, alors que Soult et Mortier opéraient leur jonction en vue du combat, ils constatèrent que les Espagnols s'étaient repliés derrière le Tage. Les Français ratèrent ainsi l'occasion d'infliger une défaite cuisante à l'armée de Cuesta. Comme l'écrit l'historien britannique Charles Oman, « la meilleure chance de Soult s'était évaporée avant même qu'il ne s'en rendît compte ».
Inquiet pour ses lignes de communication avec le Portugal, Wellesley ordonna à Craufurd de se diriger plus à l'ouest, à Almaraz, avec sa brigade et celle du général Rufane Donkin afin de sécuriser le passage du Tage sur ce point. Le 6 août, jour de la dernière étape, les troupes de Craufurd marchèrent 15 h d'affilée avec pour seul repas une portion de blé bouilli et de pois secs sans sel ni viande. Un témoin affirma par la suite qu'il n'avait jamais vu autant de traînards de toute la guerre. Craufurd atteignit malgré tout Almaraz avec 4 000 soldats britanniques qui se joignirent aux 1 500 Espagnols de Del Reino. Les colonnes françaises de Ney débouchèrent sur la rive nord du fleuve le lendemain. Après avoir évacué sa position au Puerto de Baños, Del Reino était repassé sur la rive sud du Tage en prenant soin de démanteler le pont flottant le 2 juin. Après une marche difficile sur de mauvais chemins, deux divisions de l'armée de Wellesley arrivèrent le 7 août à Deleitosa, d'où elles étaient en mesure de se porter rapidement sur Almaraz en cas de besoin. Une autre division britannique campait à Mesas de Ibor. Le même jour, les éléments avancés des forces de Cuesta étaient également en approche de cette dernière localité qui était réputée pour être une excellente position défensive. Le reste de l'armée espagnole progressait quant à lui lentement à travers les montagnes. Afin de garantir le bon déroulement de cette manœuvre, les divisions espagnoles de Bassecourt et du lieutenant général José María de la Cueva, duc d'Alburquerque, furent placées en arrière-garde à hauteur du pont d'Arzobispo. De son côté, le 1er corps français de Victor avait occupé Talavera le 6 juin mais demeura à l'écart du secteur principal des opérations.

## Déroulement du combat

### Déploiement

Le pont d'Arzobispo à l'époque de la guerre d'indépendance espagnole, avec ses deux tours médiévales aujourd'hui disparues. Dessin et aquarelle d'Otto Christopher von der Howen.

Les troupes espagnoles, plutôt que de détruire le pont d'Arzobispo, érigèrent des barricades pour en condamner l'accès et garnirent d'infanterie les vieilles tours médiévales qui défendaient le passage. Sur la rive sud, à seulement une trentaine de mètres du pont, une redoute de 12 canons fut édifiée au sommet d'une petite colline. Pour accomplir sa mission, Alburquerque disposait des 5 000 fantassins de Bassecourt et de sa propre division de cavalerie, forte de 3 000 sabres, soit 8 000 hommes en tout. Un gué était situé à proximité mais, dans la mesure où celui-ci était très étroit et difficilement localisable, Cuesta avait bon espoir que son arrière-garde résistât aux forces plus nombreuses de Soult. Sitôt arrivé sur place, ce dernier passa toute la journée du 7 à étudier la forte position de ses adversaires et à expédier des éclaireurs à la recherche d'un point de passage plus favorable.
Le village du Puente del Arzobispo est implanté sur la rive nord du Tage. La localité voisine d'Azután se trouve quant à elle sur la rive sud, à l'est, le gué mentionné plus haut se situant à mi-chemin entre ce village et le pont. Villar del Pedroso est au sud du pont et Valdelacasa de Tajo au sud-ouest. Durant la journée, plusieurs cavaliers espagnols s'aventurèrent imprudemment dans les eaux du fleuve afin d'abreuver leurs montures, ce qui révéla aux Impériaux le possible emplacement du gué. À la nuit tombée, des officiers français sondèrent minutieusement le terrain et confirmèrent la présence d'un gué. Selon leurs observations, l'eau n'était profonde, à cet endroit, que sur une courte distance en partant de la rive nord et peu profonde ensuite. Un assaut sur ce point était donc envisageable et Soult, informé, planifia une attaque pour le lendemain. 
Le maréchal ordonna également à Ney de forcer le passage du Tage à Almaraz et, pour ce faire, lui envoya des cartes qui révélaient la présence d'un gué non loin de ce village. Lesdites cartes étaient cependant erronées même si le gué en question existait bel et bien. En conséquence, le détachement de dragons que Ney avait chargé de repérer le gué revint bredouille. En revanche, son adversaire britannique Craufurd, qui connaissait la position exacte du gué ― profond de plus d'1,2 m, étroit et à peine praticable ―, avait déjà pris ses dispositions pour le défendre en cas d'attaque française.

### Forces en présence
La 2e division de cavalerie du duc d'Alburquerque était formée des régiments de cavalerie Alcantara, Almanza, Infante et Pavia, de six escadrons des 1er et 2e régiments de hussards d'Estrémadure et d'un escadron des carabiniers royaux. La 5e division du général Bassecourt était composée du 1er régiment Royal-Marine et du régiment d'infanterie de Murcie à deux bataillons chacun, du 1er bataillon du régiment de la Reine, du 3e bataillon du régiment d'Afrique et de un ou trois bataillons du régiment provincial de Sigüenza. L'artillerie espagnole comptait 16 canons,.
Chez les Français, les généraux de brigade Jean-Baptiste Girard et de division Honoré Théodore Maxime Gazan commandaient les deux divisions d'infanterie du 5e corps de Mortier tandis que la brigade de cavalerie de ce corps était dirigée par le colonel Henri-Pierre Delaage. En février 1809, la 1re division de Girard comprenait le 17e léger et les 40e, 64e et 88e de ligne à trois bataillons chacun ainsi que quatre bataillons du 34e de ligne. La 2e division de Gazan était quant à elle forte des 21e, 28e, 100e et 103e de ligne à trois bataillons. Delaage, enfin, avait sous ses ordres le 10e hussards et le 21e chasseurs à cheval. L'artillerie du corps alignait 30 pièces. En février, la 1re division du 5e corps était menée par le général Louis-Gabriel Suchet mais celui-ci quitta son poste pour prendre la tête du 3e corps en avril, emmenant avec lui un bataillon du 64e de ligne pour lui servir d'escorte.
Les Français pouvaient en outre compter sur deux divisions de cavalerie emmenées par les généraux Armand Lebrun de La Houssaye et Jean Thomas Guillaume Lorge. Au 1er juillet 1809, la 4e division de dragons de La Houssaye était scindée en deux brigades sous les ordres des généraux Frédéric Vagnair de Marizy (17e et 27e dragons) et Auguste Jean-Gabriel de Caulaincourt (18e et 19e dragons). En ce qui concernait la 5e division de dragons de Lorge, celle-ci était également répartie en deux brigades, l'une sous le général Jean-Pierre-Hugues de Cambacérès (13e et 22e dragons) et l'autre sous le général François Fournier (15e et 25e dragons). Cependant, la brigade Fournier avait été détachée auprès du corps de Ney en février et n'était donc pas présente. La cavalerie du 2e corps, placée sous le commandement du général de brigade Pierre Benoît Soult, déployait pour sa part le 1er hussards, le 8e dragons, le 22e chasseurs à cheval et le régiment de chasseurs à cheval hanovriens. Les divisions d'infanterie du 2e corps de Soult étaient quant à elles conduites par les généraux Pierre Hugues Victoire Merle, Henri François Delaborde et Étienne Heudelet de Bierre.

### Attaque française

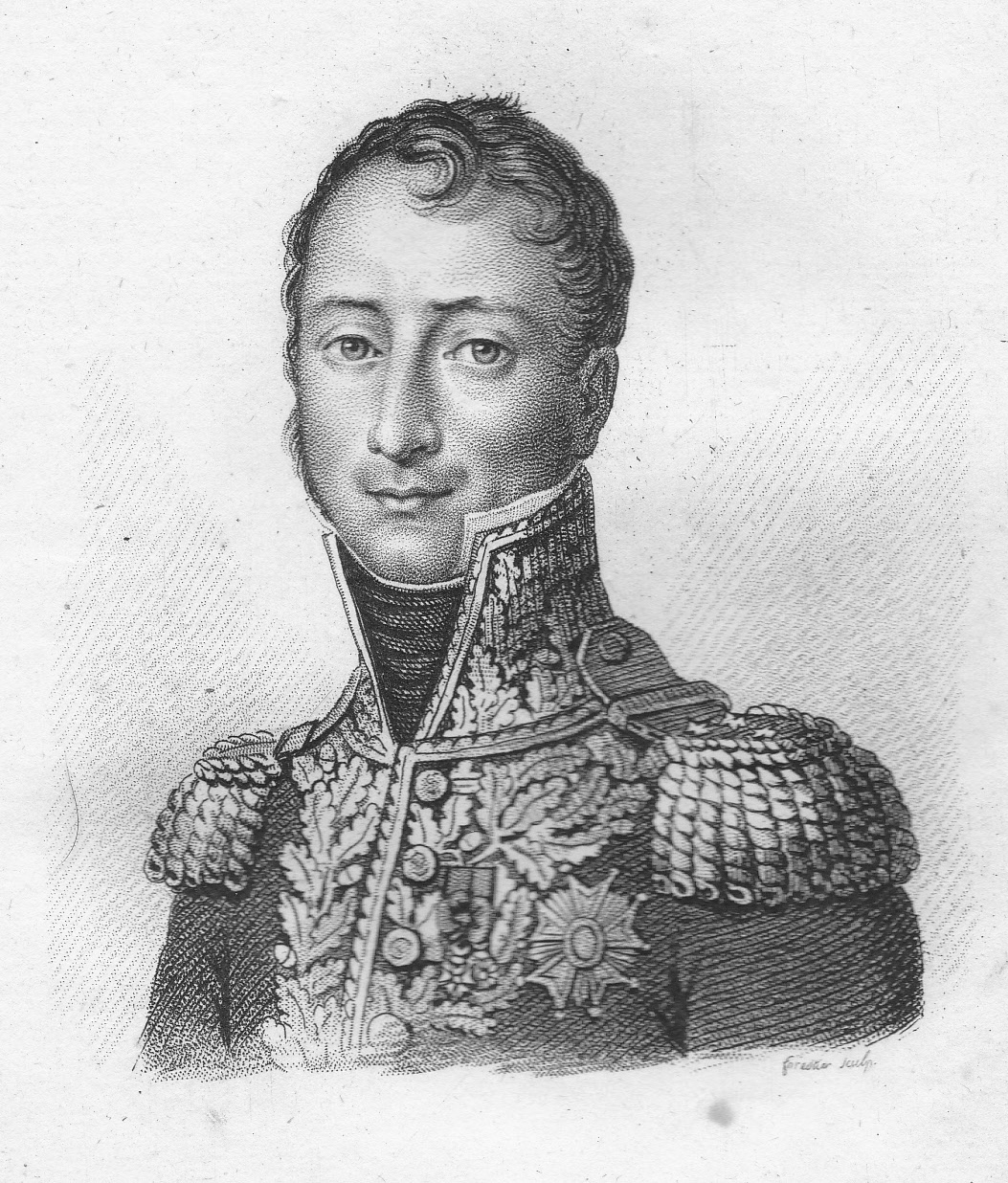
Le général Auguste Jean-Gabriel de Caulaincourt, commandant la 2e brigade de la 4e division de dragons.

Alburquerque posta un régiment de cavalerie en vigilance sur la rive sud et seulement deux ou trois bataillons pour tenir le pont d'Arzobispo et la redoute d'artillerie située en retrait. Le reste de l'infanterie et de la cavalerie espagnoles était cantonné assez loin du fleuve. Non sans habileté, Soult s'arrangea pour que l'attaque de ses troupes intervînt à l'heure de la siesta. Les dragons de La Houssaye devaient entrer en action les premiers, suivis par la brigade de la division Lorge ainsi que par les cavaliers des 2e et 5e corps. Ces 4 000 hommes devaient ouvrir la voie à la division d'infanterie de Girard dont l'une des brigades devait suivre la cavalerie et l'autre brigade s'emparer du pont en cas de réussite des cavaliers. La division Gazan avait pour mission de soutenir Girard alors que l'infanterie du 2e corps était tenue en réserve. Dès le début de l'assaut, les batteries d'artillerie légère françaises reçurent l'ordre de dételer à proximité du fleuve et d'accabler les canons espagnols sous leur feu.
Le 8 août 1809, aux alentours de 13 h 30, les 600 dragons français du général Caulaincourt se mirent en mouvement et, une fois parvenus au bord du fleuve, se jetèrent avec leurs montures dans les eaux du Tage. En peu de temps, ils dépassèrent la zone la plus profonde du gué et prirent pied sur la rive sud. Le 1er régiment de hussards d'Estrémadure et un bataillon d'infanterie qui avait été affecté à la garde du pont tentèrent de s'opposer à la cavalerie française mais les dragons de Caulaincourt se jetèrent sur les hussards espagnols et les mirent rapidement en déroute. Les cavaliers français victorieux se regroupèrent ensuite avant de charger les fantassins. Alors que ses adversaires approchaient au galop, le bataillon essaya de se mettre en carré mais n'y parvint pas totalement ; les dragons se précipitèrent alors dans la brèche, enfoncèrent le carré et tuèrent ou firent prisonniers de nombreux soldats espagnols.

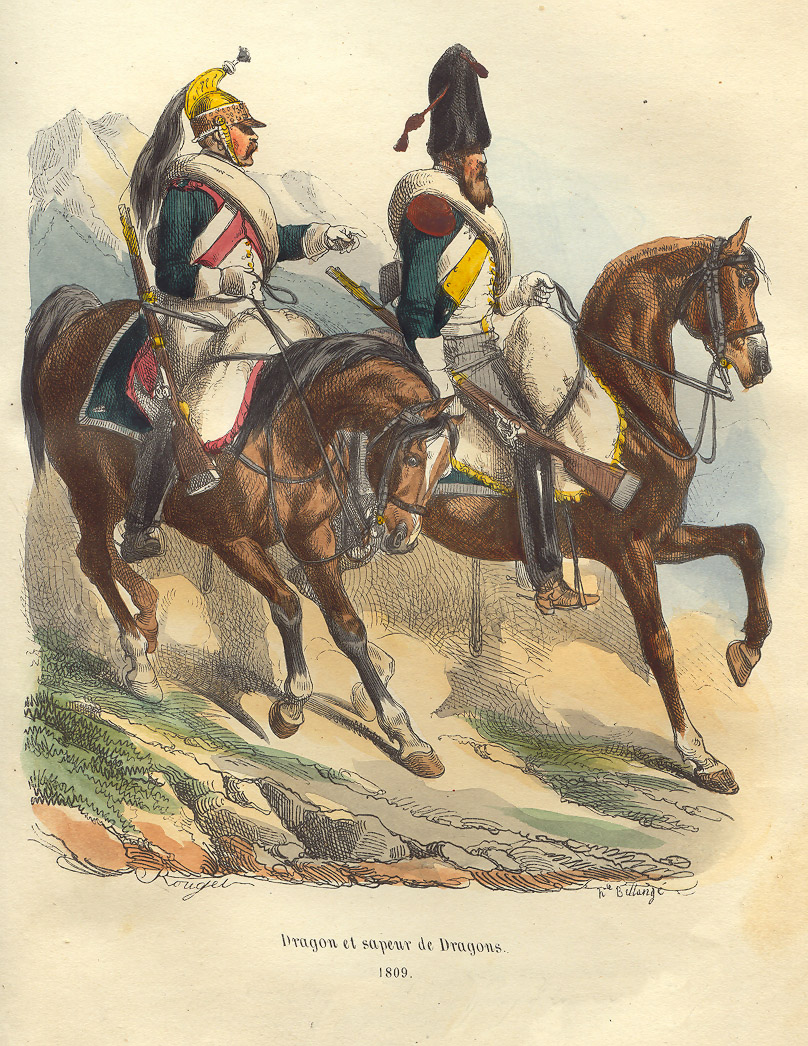
Dragons français en 1809, par Hippolyte Bellangé.

À la vue du succès obtenu par Caulaincourt, le gros de la cavalerie impériale s'engagea à son tour dans le gué. Dans le même temps, Soult poussa en avant la brigade d'infanterie affectée à la prise du pont. Les fantassins français, emmenés par le 1er bataillon du 40e de ligne, se précipitèrent vers l'édifice, soutenus par le feu croisé de l'artillerie à cheval et des tirailleurs. Réalisant qu'elle était sur le point d'être enveloppée par la cavalerie française, l'infanterie espagnole délivra deux salves mal ajustées sur les assaillants avant de prendre la fuite. La redoute et tous ses canons tombèrent aux mains des Français. Les deux brigades de Girard purent ainsi atteindre la rive sud sans autres pertes que quelques soldats noyés lors du franchissement du gué.
De son côté, Alburquerque n'avait pas tardé à battre le rappel de ses unités pour faire face à l'attaque française. Quatre bataillons d'infanterie se déployèrent le long de la route principale, à un peu plus d'un kilomètre au sud du pont, pendant que les cavaliers espagnols couraient se mettre en selle. Sitôt ses hommes parés au combat, Alburquerque les jeta sur les Français sans même leur laisser le temps d'adopter les formations tactiques règlementaires. En conséquence, ce fut une grande masse confuse de 2 500 cavaliers espagnols qui aborda les dragons de La Houssaye. La brigade de dragons de Lorge et la cavalerie légère du 2e corps, qui avaient entre-temps débouché sur la rive sud du Tage, ne furent cependant pas long à rejoindre la mêlée ; nettement surclassés par leurs homologues français, les escadrons espagnols furent étrillés à l'issue d'un bref combat.
En dépit de ce nouvel échec, Alburquerque tenta de redresser la situation avec sa dernière unité intacte, le 2e régiment de hussards d'Estrémadure, mais cette charge ne fut pas plus heureuse que la précédente et les cavaliers espagnols se débandèrent, poursuivis le sabre dans les reins par les Français. Constatant la défaite de leur cavalerie, les fantassins de Bassecourt prirent leurs jambes à leur cou et se replièrent dans les montagnes, ce qui leur permit de s'en tirer sans trop de pertes. La poursuite française prit fin lorsque les Impériaux tombèrent sur deux divisions de l'armée de Cuesta, l'une de cavalerie et l'autre d'infanterie, rangées en bataille sur la route de Valdelacasa.

## Bilan et conséquences
Au terme des combats, les Espagnols déploraient 800 tués ou blessés et 600 prisonniers. En outre, les Français s'étaient emparés de 400 chevaux, 16 pièces d'artillerie et un drapeau. De leur côté, les Impériaux admirent une perte de 28 cavaliers tués et de 83 autres blessés ainsi que quatre artilleurs blessés, auxquels s'ajoutait une poignée de fantassins noyés lors de la traversée du fleuve. Au cours de la poursuite, la cavalerie de Soult mit la main sur un convoi au sein duquel se trouvait, entre autres, un certain nombre de canons pris aux Français à la bataille de Talavera. Selon Oman, 14 ou 15 bouches à feu furent récupérées tandis que l'historien Digby Smith affirme que les 17 canons du convoi furent repris par les Impériaux. Ce coup de chance permit à Sébastiani et au général Jean François Leval de nier faussement la perte du moindre canon à Talavera,. Parmi les 17 pièces en question figuraient quatre canons de 8 livres, quatre de 6 livres, un de 4 livres, deux obusiers de 6 pouces et six pièces d'un calibre inconnu. À propos de ces armes, Oman note que seuls un canon de 8 livres et un autre de 6 livres furent conservés par les Alliés.
Devant la futilité de poursuivre ses adversaires à travers les montagnes, Soult interrompit son offensive. Le maréchal espérait regrouper son armée en vue d'une nouvelle invasion du Portugal mais ses supérieurs en décidèrent autrement. Le roi Joseph ordonna en effet au 6e corps de Ney de retourner au nord afin de prêter main-forte à Kellermann et plaça les deux derniers corps de Soult sur la défensive à Plasencia et Talavera. Avec ce redéploiement, le 1er corps de Victor était désormais libre de se porter à l'est contre les troupes espagnoles de Venegas, qui affrontèrent Sébastiani à la bataille d'Almonacid le 11 août. Le jour suivant, le corps de Ney cheminait vers le nord lorsqu'il se heurta au contingent hispano-portugais de Wilson à Puerto de Baños.
Ces événements mirent fin à la « campagne de Talavera ». Pour sa victoire lors de cette bataille, Wellesley reçut le titre de vicomte Wellington. Ses hommes souffraient néanmoins du manque de vivres et le commandant britannique replia son armée dans les environs de Badajoz afin de bénéficier d'approvisionnements plus réguliers. Cet état de fait incita Wellington à accorder à l'avenir plus d'attention aux questions logistiques. Dégoûté par le comportement erratique de Cuesta et par la médiocrité des troupes espagnoles, il suspendit également toute coopération avec ses alliés dans l'attente de généraux et de combattants plus fiables. Dans ses échanges avec le gouvernement britannique, il se montra toutefois rassurant sur sa situation au Portugal qu'il se jugeait apte à défendre face à 70 ou 80 000 Français. À cette fin, il ordonna la mise en chantier d'un vaste système de défense en avant de Lisbonne : les lignes de Torres Vedras.